# Богданівка (Машівська селищна громада)
Богдані́вка — село в Україні, у Машівській селищній громаді Полтавського району Полтавської області. Населення становить 88 осіб. До 2020 орган місцевого самоврядування — Кошманівська сільська рада.

## Географія
Село Богданівка знаходиться на лівому березі річки Мокрий Тагамлик, вище за течією на відстані 1,5 км розташоване село Кошманівка, нижче за течією на відстані 3 км розташоване село Базилівщина, на протилежному березі — село Миронівка. Селом протікає пересихаючий струмок з загатою. Поруч проходить автомобільна дорога Р11.

## Історія
12 червня 2020 року, відповідно до розпорядження Кабінету Міністрів України № 721-р «Про визначення адміністративних центрів та затвердження територій територіальних громад Полтавської області», село увійшло до складу Машівської селищної громади.
19 липня 2020 року, в результаті адміністративно - територіальної реформи та ліквідації Машівського району, село увійшло до складу новоутвореного Полтавського району.

## Населення

### Мова
Розподіл населення за рідною мовою за даними перепису 2001 року:
| Мова       | Кількість | Відсоток |
| ---------- | --------- | -------- |
| українська | 76        | 86.36%   |
| російська  | 11        | 12.50%   |
| білоруська | 1         | 1.14%    |
| Усього     | 88        | 100%     |

## Культура
У селі працює клуб.